# Orden de la Preciosa Corona
La Orden de la Preciosa Corona (宝冠章 Hōkan-shō?) es una orden que se entrega actualmente en Japón. Fue establecida el 4 de enero de 1888 y consta actualmente de ocho clases.
La orden es otorgada habitualmente a mujeres, aunque ocasionalmente la han recibido algunos hombres. Originariamente, solo disponía de cinco clases, aunque el 13 de abril de 1896, se incluyeron tres más.

## Historia
El honor de primera clase ha sido típicamente otorgado a la realeza femenina. Como se concibió originalmente, el orden consistía en ocho clases. A diferencia de sus homólogas europeas, la orden puede ser conferida póstumamente.
La insignia de la orden es un medallón ovalado de oro, con diseños florales en sus cuatro extremos; en el centro hay una antigua corona japonesa sobre un fondo azul, rodeada por un anillo rojo. Está suspendido de una insignia más pequeña, su diseño varía según la clase, en una cinta amarilla con franjas rojas cerca de los bordes, como una banda en el hombro derecho para la 1.ª clase, como un lazo en el hombro izquierdo para las otras clases.
La estrella de la orden, que es usada solamente por la primera clase, tiene cinco rayos tachonados con perlas, con diseños florales entre los rayos. El disco central presenta un Ho-o o fénix sobre un fondo azul, rodeado por un anillo rojo adornado con una corona de laurel.
La medalla para las clases 6.ª y 7.ª es bronce dorado. La cara presenta las banderas cruzadas de Japón y el Emperador, ambas coronadas por el Sol Naciente. El anverso presenta un eje monumental convencional, que está flanqueado por una rama de laurel y una rama de palma.
En 1907, se entregaron medallas de la Orden de la Corona a veintinueve estadounidenses que participaron en la guerra ruso-japonesa. Esta lista inusual de galardonados estaba compuesta por diez enfermeras voluntarias y diecinueve corresponsales de periódicos estadounidenses.

## Clases
El honor de primera clase se ha otorgado típicamente a la realeza femenina.  Tal como se concibió originalmente, la orden constaba de ocho clases.  A diferencia de sus contrapartes de Europa, la orden se puede conferir póstumamente.
La "insignia" de la orden es un medallón ovalado de oro, con diseños florales en sus cuatro extremos;  en el centro hay una antigua corona japonesa de Benkan sobre un fondo azul, rodeada por un anillo rojo.  Está suspendido de una placa más pequeña, su diseño varía según la clase, en una cinta de color amarillo con franjas rojas cerca de los bordes, como una faja en el hombro derecho para la 1.ª clase, como un lazo en el hombro izquierdo para las otras clases. 
La "estrella" de la orden, que solo usan los de primera clase, tiene cinco rayos salpicados de perlas, con diseños florales entre los rayos.  El disco central presenta un Ho-o o fénix sobre un fondo azul, rodeado por un anillo rojo adornado con una corona de laurel.
La "medalla" para las clases 6 y 7 es de bronce dorado.  La cara presenta las banderas cruzadas de Japón y el Emperador, ambas coronadas por el Sol Naciente.  El anverso presenta un fuste monumental convencional, que está flanqueado por una rama de laurel y una rama de palma.

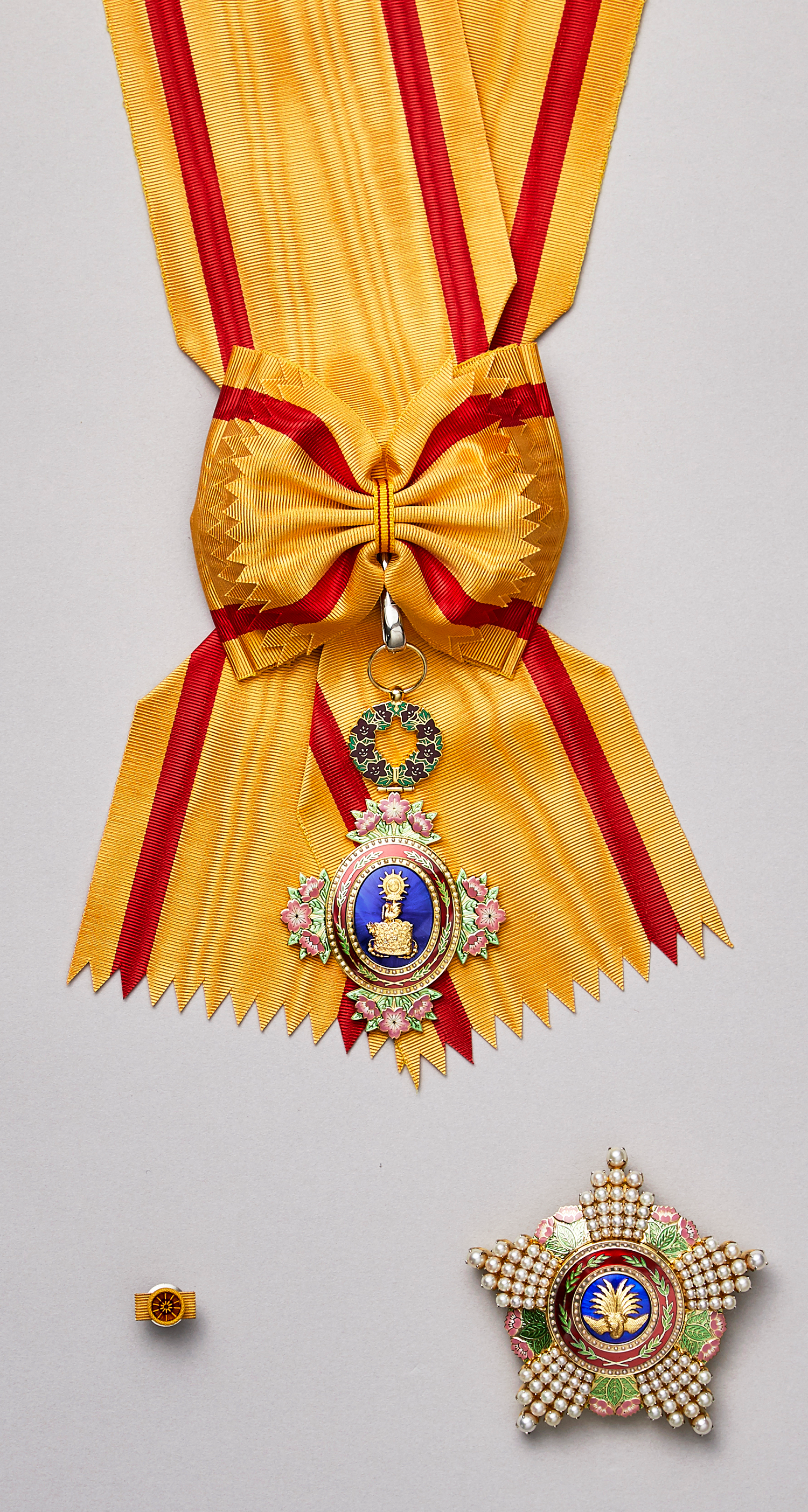
Gran Cordón de la Orden de la Preciosa Corona (1ª clase)
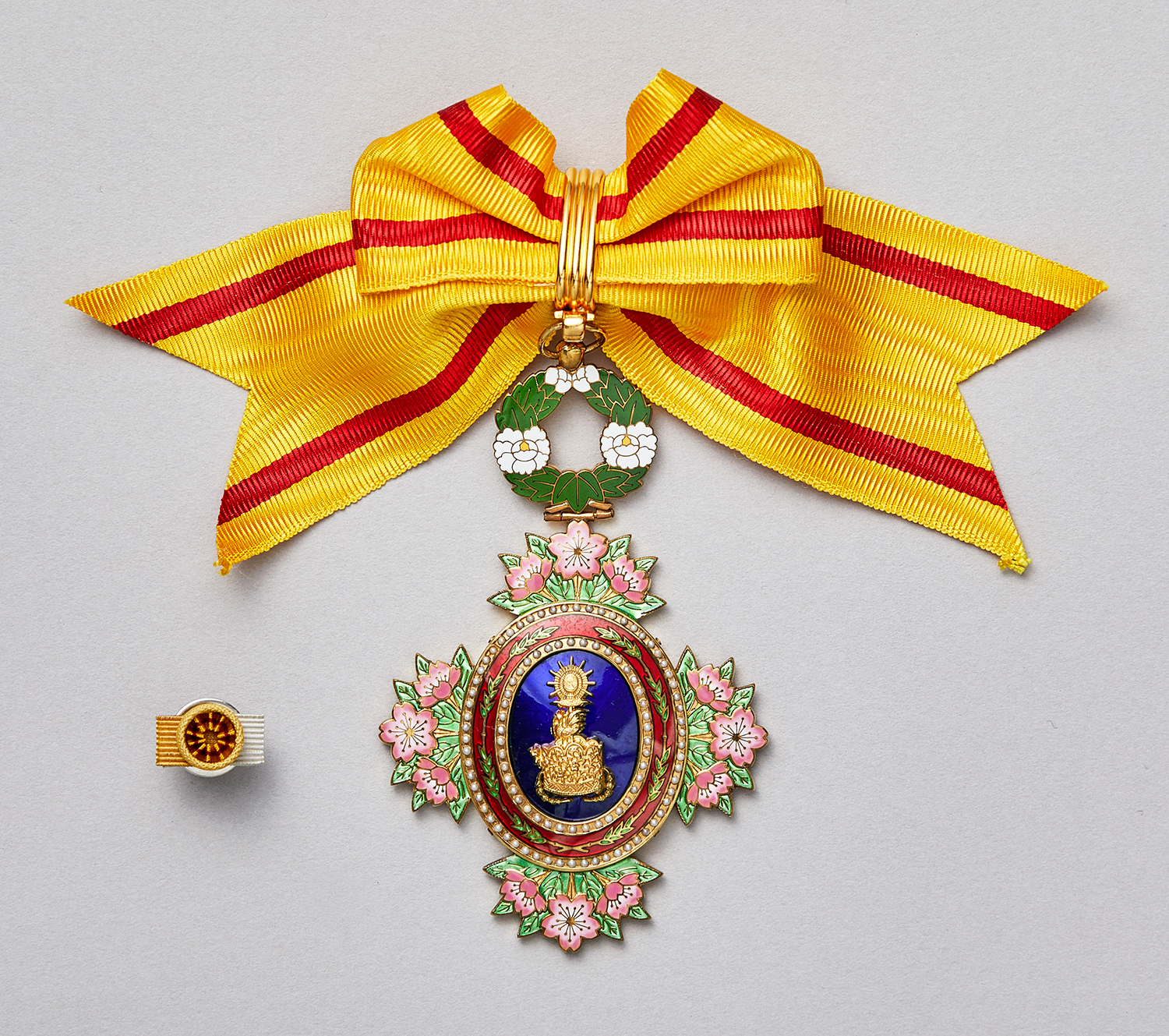
Orden de la Preciosa Corona (2ª clase)
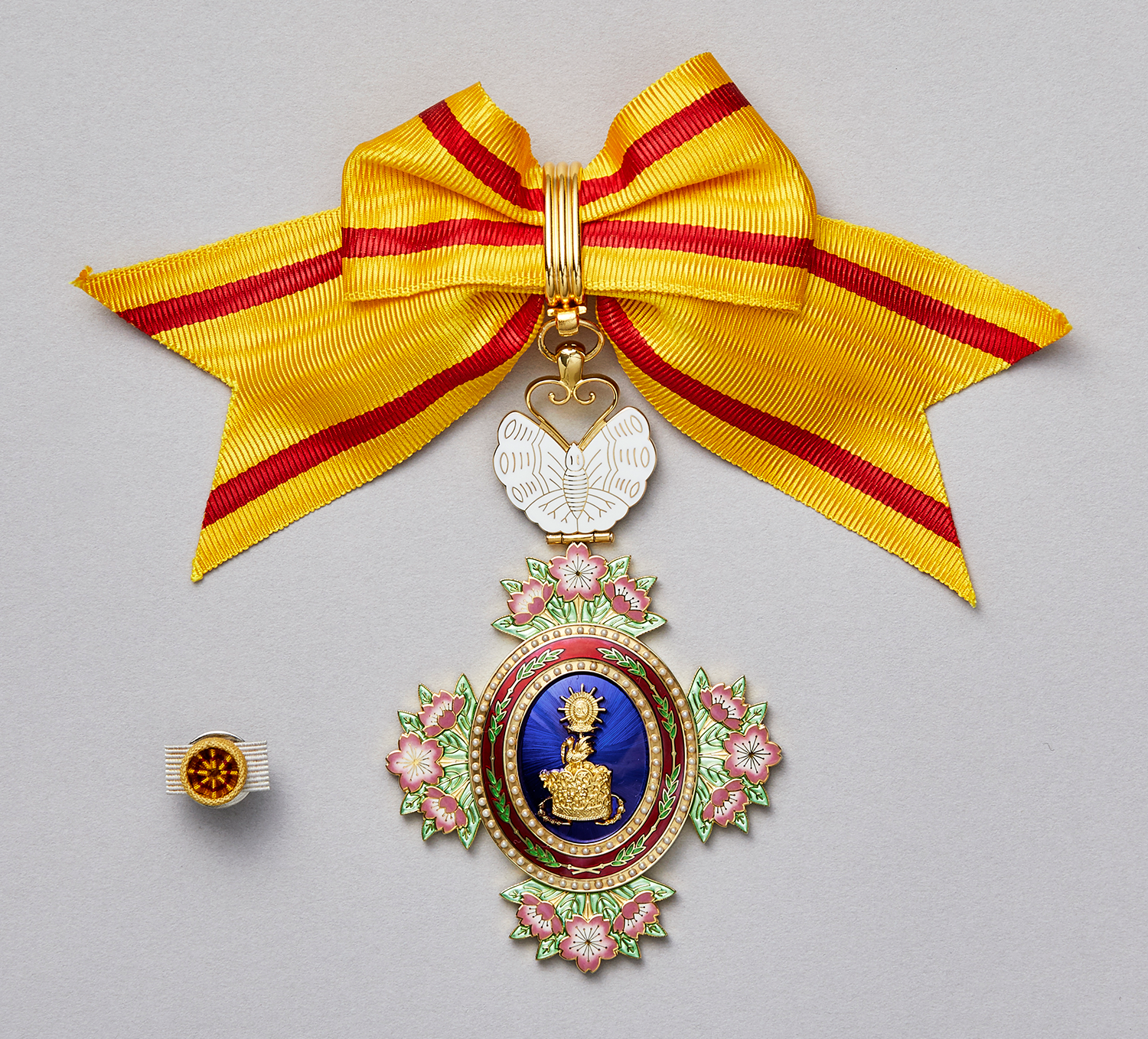
Orden de la Preciosa Corona (3ª clase)
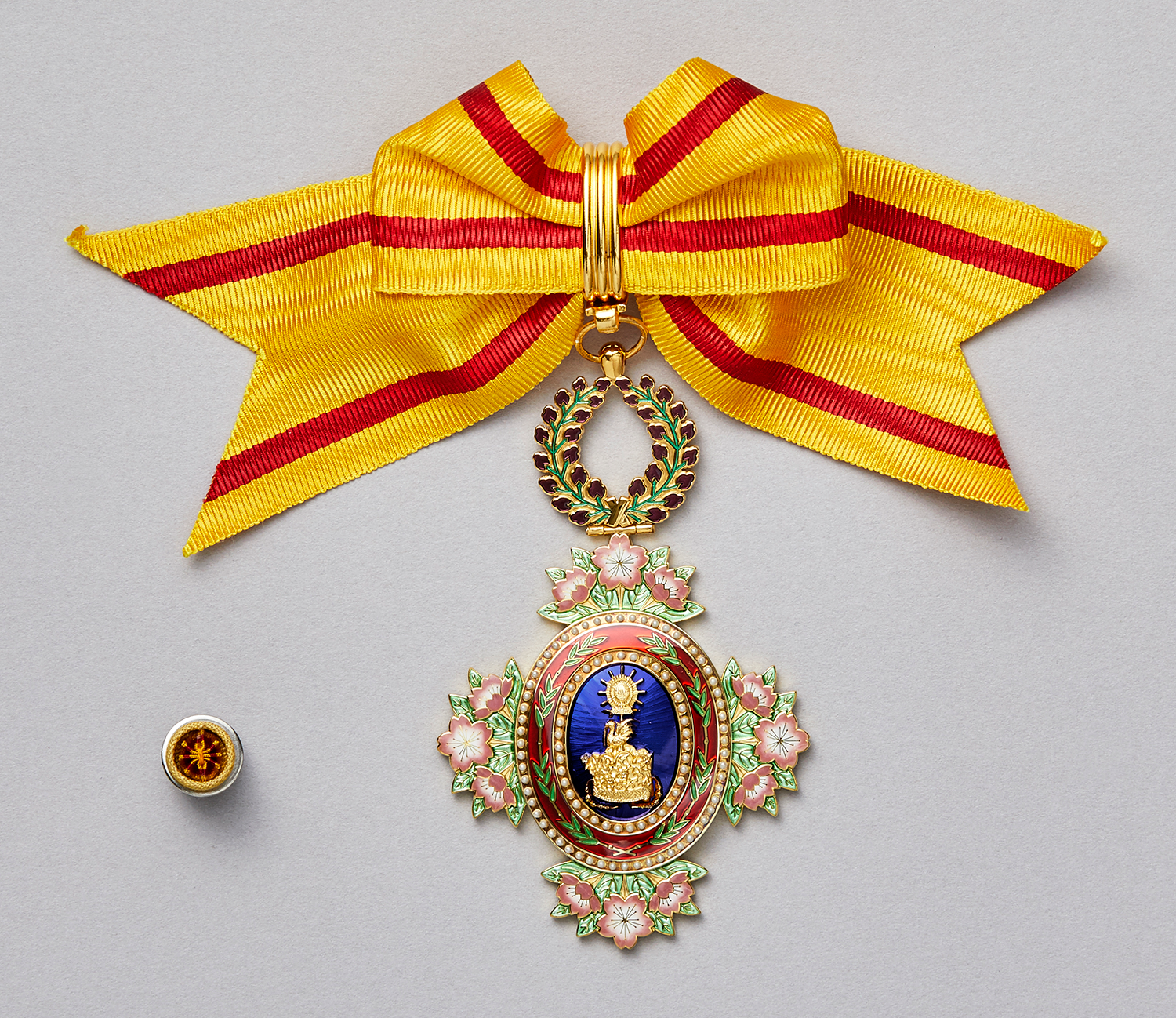
Orden de la Preciosa Corona (4ª clase)
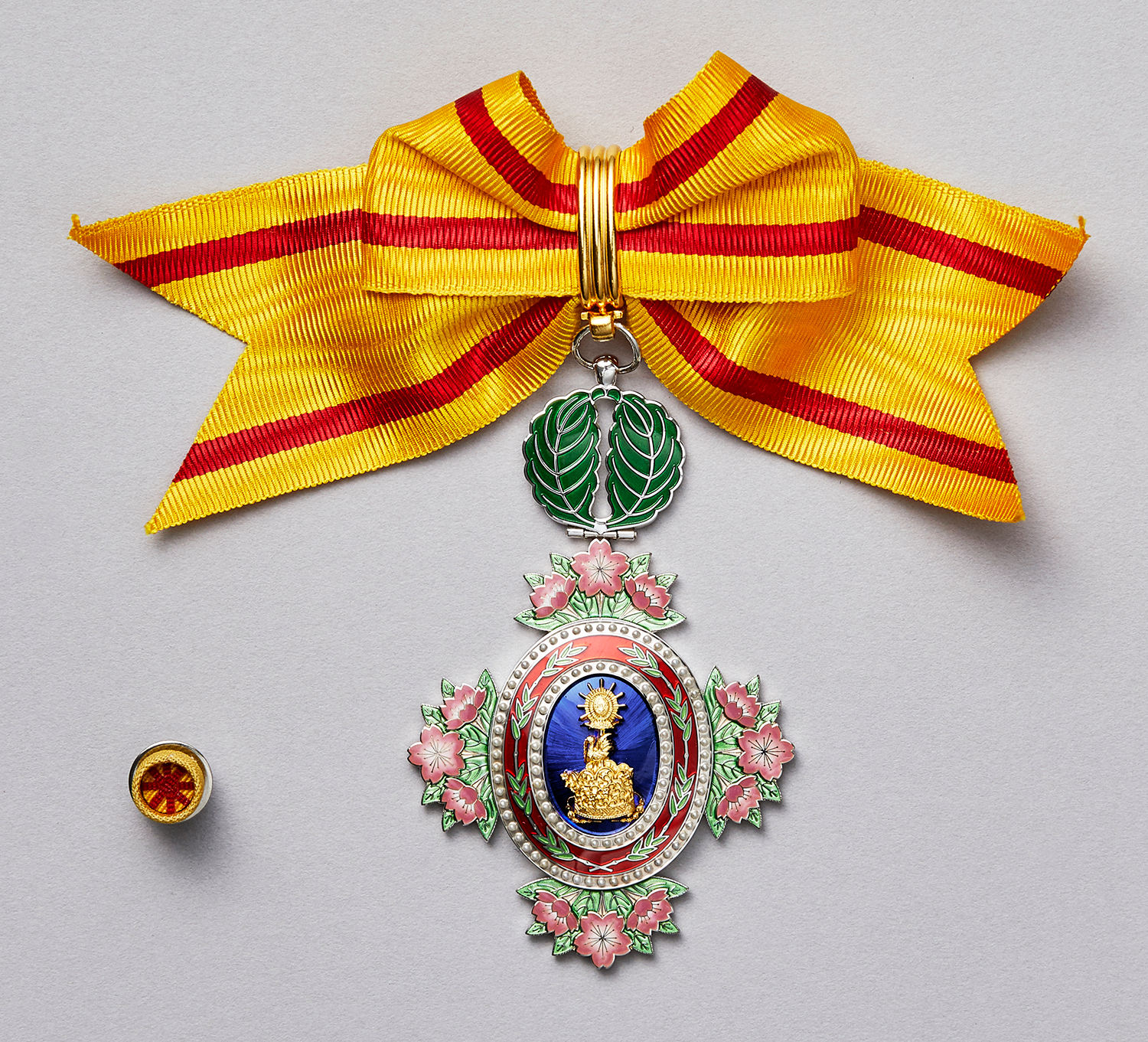
Orden de la Preciosa Corona (5ª clase)
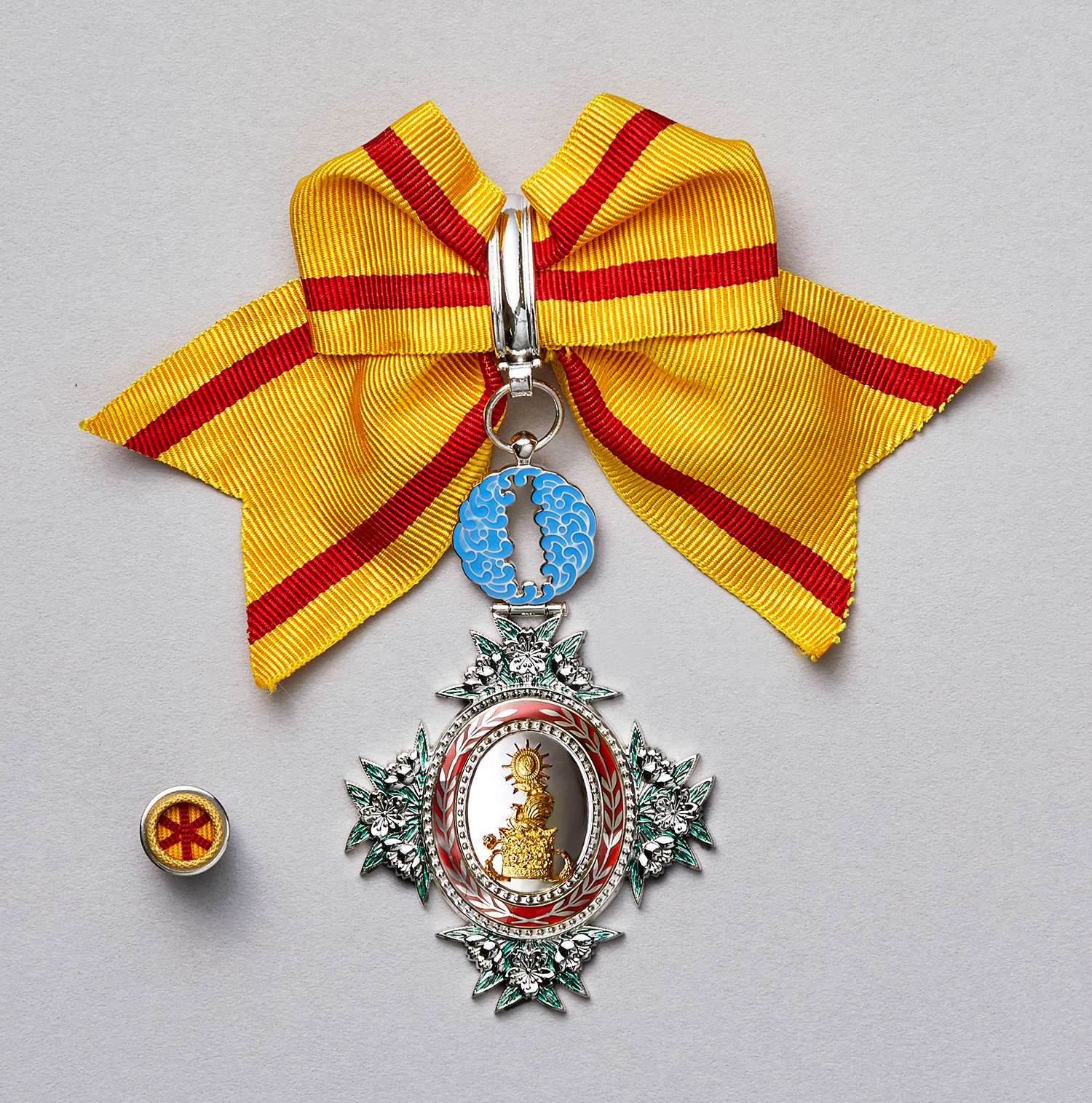
Orden de la Preciosa Corona (6ª clase)
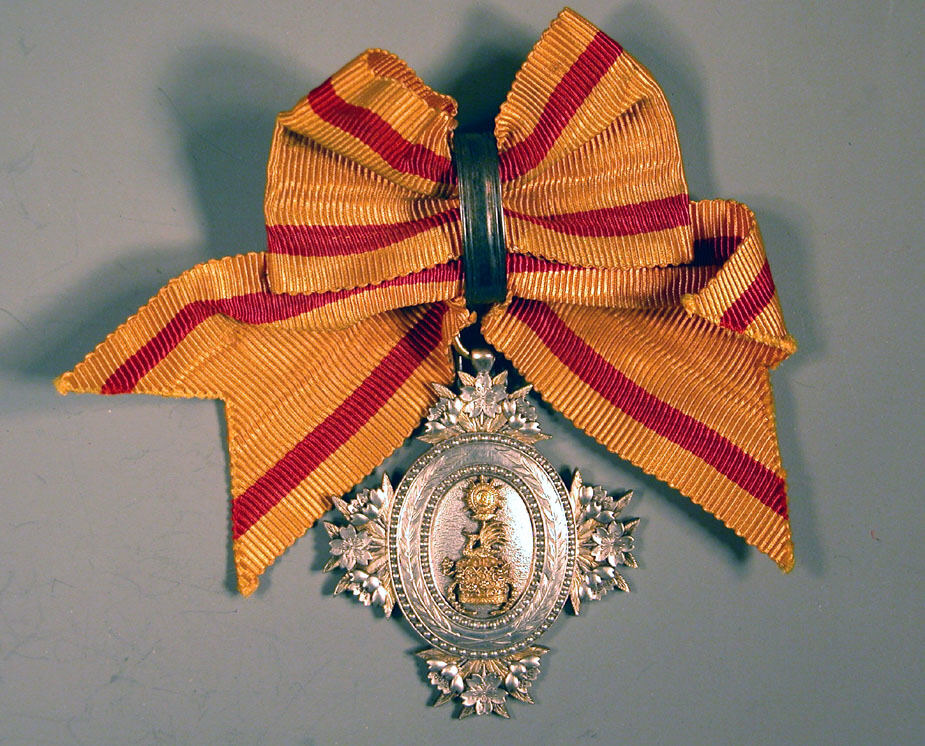
7ª Clase (Abolida en 2003)
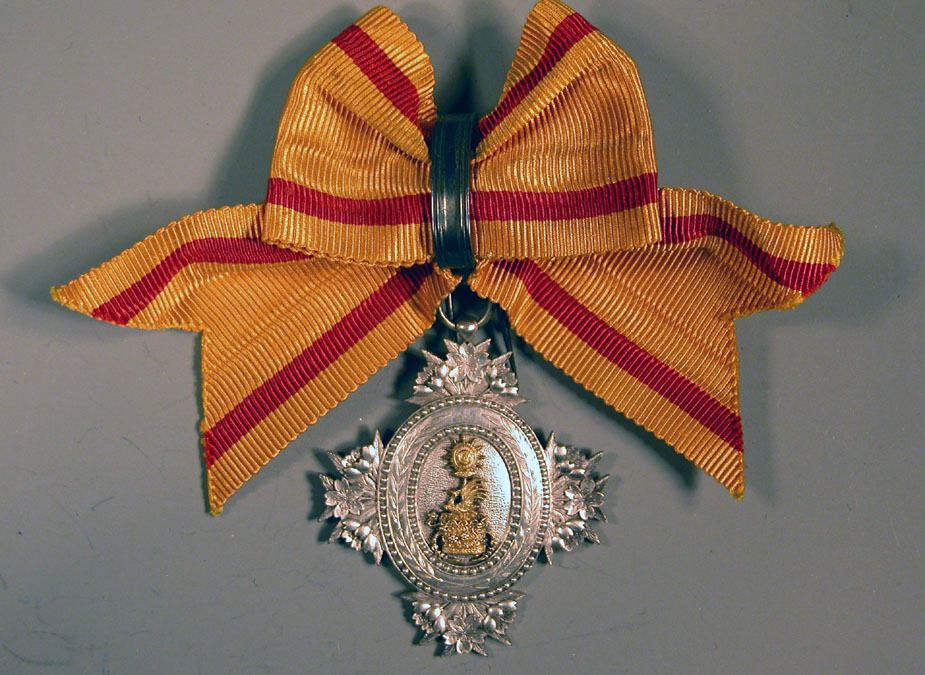
8ª Clase (Abolida en 2003)

| Cinta de la Orden de la Preciosa Corona | Cinta de la Orden de la Preciosa Corona | Cinta de la Orden de la Preciosa Corona |
| --------------------------------------- | --------------------------------------- | --------------------------------------- |
|                                         | 1.ª Clase Gran Cordón                   |                                         |
|                                         | 2.ª Clase                               |                                         |
|                                         | 3.ª Clase                               |                                         |
|                                         | 4.ª Clase                               |                                         |
|                                         | 5.ª Clase                               |                                         |
|                                         | 6.ª Clase                               |                                         |
|                                         | 7.ª Clase (abolida 2003)                |                                         |
|                                         | 8.ª Clase (abolida 2003)                |                                         |

## Destinatarios seleccionados

### Primera Clase, Gran Cordón
- Emperatriz emérita Michiko
- Emperatriz Masako
- Aiko, Princesa Toshi
- Mako Komuro
- Princesa Kako de Akishino
- Sayako Kuroda
- María Teresa, Gran Duquesa de Luxemburgo
- Princesa Salote Mafile'o Pilolevu Tuita de Tonga
- Reina Margarita de Dinamarca
- Emperatriz Farah de Irán
- Reina emérita Paola de Bélgica
- Reina Silvia de Suecia
- Reina Madre Sirikit de Tailandia
- Reina Máxima de los Países Bajos
- Reina Matilde de Bélgica
- Reina Sofía de España
- Reina Letizia de España[2]
- Reina Sonia de Noruega
- Tuanku Bainun de Malasia
- Tuanku Fauziah de Malasia
- Haminah Hamidun, exreina consorte de Malasia[3]
- Princesa Sirindhorn de Tailandia
- Princesa Chulabhorn de Tailandia
- Ana, princesa real
- Princesa Alexandra, la Honorable Lady Ogilvy
- Mette-Marit, princesa heredera de Noruega
- Princesa Basma bint Talal de Jordania
- Reina Máxima de los Países Bajos
- Princesa Sarvath al-Hassan de Jordania
- Princesa Alia bint Hussein de Jordania
- Imelda Romualdez Marcos, ex primera dama de Filipinas
- Lili'uokalani de Hawái

### Segunda Clase
- Noriko Senge
- Princesa Tsuguko de Takamado
- Ayako Moriya
- Princesa Akiko de Mikasa
- Princesa Yōko de Mikasa
- Princesa Alexandra de Luxemburgo